# Лыжный переход Тобольск — Москва
Лыжный переход Тобольск — Москва — лыжный переход в СССР, совершенный в 1935 году.
Маршрут движения: Тобольск — Тюмень — Свердловск — Красноуфимск — Сарапул — Казань — Муром — Москва. Расстояние: 2400 километров. Участниками перехода были 7 человек: Г. Н. Крючев (командир перехода), И. Н. Неумоев (политрук), А. П. Федулов (заведующий Перегребским участком Березовского рыбозавода), А. П. Ложев (студент Тобольского рыбтехникума), Г. Г. Чупров (парторг Мужевского рыбокомбината), Г. В. Щепеткин, А. П. Шемякин.

## История

Участники перехода Тобольск — Москва

Уже в 1934 году студенты Тобольского рыботехникума совершили на переход по маршруту Тобольск — Омск.
А с октября 1935 года в рыболовецком предприятии «Обьтрест», администрация и контора которого располагались в Тобольске, началась подготовка к лыжному переходу Тобольск — Москва. Цель перехода — доставить наркому пищевой промышленности — Анастасу Микояну рапорт предприятия. Газета «Красное Знамя» опубликовала фотографии и короткие биографии участников. До выхода на маршрут навыками ходьбы на лыжах владели трое из семи участников перехода.
«Омская правда» № 296 от 26 декабря 1935 года в статье «Москва — Тобольск. Старт дан. Тобольск. 24 декабря» сообщила:

«В 10 часов утра дан старт лыжному пробегу Тобольск — Москва. В пробег пошли лучшие ударники рыбозаводов. Среди них хантэ, ненцы, зыряне… Провожали лыжников со знаменами и музыкой все трудящиеся Тобольска, представители партийных и советских организаций. Улицы были запружены народом. Расстояние в 2400 километров команда надеется пройти в 33 ходовых дня».

3 февраля 1936 года в Люберцах москвичи тепло встретили группу сибирских лыжников. Вечером в клубе Народного комиссариата пищевой промышленности СССР состоялся митинг. Лыжников приветствовали представители общественности и спортивных организаций.
Начальник политуправления Наркомпищепрома СССР тов. Корнюшин поздравил тоболяков с успешным завершением перехода. Весь состав группы был представлен к государственным наградам и 3 марта 1936 года награждён орденом «Знак Почета».

## Интересные факты
- Участники лыжного перехода дали личные обязательства наркому пищевой промышленности А. И. Микояну. В течение 1936 года газета «Северный рыбак» не раз сообщала о том, как выполняются эти обязательства.[3]
- Подробно переход семёрки отважных лыжников освещала также газета «Ханты Манси Шоп» («Остяко-Вогульская правда»).[4]